# Sovrani della Cilicia armena
Il seguente è un elenco cronologico dei monarchi del regno armeno di Cilicia, uno Stato armeno nella regione della Cilicia, nel sud-est della Turchia. Il regno è noto anche come Armenia Minor o Piccola Armenia.

## Rupenidi
- 1080-1095: Rupeno (o Rupen o Ruben) I, signore di Partzerpert

- 1095-1102: Costantino I, signore di Partzerpert e Vahka, figlio del precedente

### Principi delle Montagne

Blasone di Leone II, tratto da uno dei suoi sigilli.

Per marcare la sua indipendenza da Bisanzio ed il suo controllo della parte montagnosa di Cilicia, Thoros prese il titolo di Principe delle Montagne, Princeps de montibus.
- 1102-1129: Teodoro I, figlio del precedente

- 1129: Costantino II, figlio del precedente

- 1129-1140: Leone I, fratello di Teodoro I

- 1140-1169: Teodoro II, figlio del precedente

sposa Isabella di Courtenay figlia di Giosselino II di Edessa
- 1169-1170: Rupeno II, figlio del precedente

- 1170-1175: Melia, figlio terzogenito di Leone I

- 1175-1187: Rupeno III, figlio di Stefano (.. - 1165) il secondogenito di Leone I

sposa Isabella di Toron, figlia di Umfredo III di Toron
- 1187 - 1198: Leone II

sposa in prime nozze Isabella d'Austria
sposa in seconde nozze Sibilla, figlia di Amalrico II di Lusignano.

## Re e Regine d'Armenia (1198-1464)

### Rupenidi
Nel 1198 il principe Leone II fu elevato alla dignità di re d'Armenia dall'imperatore Enrico VI.
- 1198-1219: Leone II d'Armenia il Magnifico

- 1219-1252: Isabella (o Zabel) figlia del precedente

nel 1222 sposa Filippo (1223-1225)
nel 1226 sposa in seconde nozze Aitone I

### Hetumidi (1226-1342)

Blasone dei re d'Armenia della casa degli Hetumidi
d'oro, al leone rampante rosso, coronato, linguato ed unghiato di blu.

- 1226-1270: Aitone (o Hetoum) I, marito di Isabella

- 1270-1289: Leone III, figlio del precedente

sposa Anna di Lampron (regina 1270-1285)
- 1289-1293 (primo regno) : Aitone II, figlio del precedente, abdica a favore del fratello Teodoro III

sposa Eloisa di Lusignano figlia di Ugo III di Cipro,
- 1293-1298: Teodoro III, fratello del precedente, nel 1295 richiama sul trono Aitone II

nel 1288 sposa Margherita di Lusignano, figlia di Ugo III di Cipro
- 1294-1297 (secondo regno): Aitone II detronizzato dal fratello Sempad

- 1297-1298: Sempad (o Sambat), fratello dei precedenti, usurpatore

- 1298-1299 (primo regno): Costantino III, fratello dei precedenti

- 1299-1307 (terzo regno): Aitone II restaurato, abdica a favore di Leone IV mantenendo il titolo di reggente

- 1303-1307 (insieme ad Aitone II): Leone IV, figlio di Teodoro III

sposa Maria di Lusignano, figlia di Amalrico II di Cipro
- 1307-1320: Oscin, zio del precedente

sposa in prime nozze Isabella di Corico
sposa in seconde nozze Isabella di Lusignano, figlia di Ugo III di Cipro
sposa in terze nozze Giovanna d'Angiò-Napoli, figlia di Filippo I di Taranto
- 1320-1341: Leone V, figlio del precedente e di Isabella di Corico

sposa in prime nozze Alice di Corico
sposa in seconde nozze Costanza di Sicilia, figlia di Federico III di Aragona
- 1320-1329 (reggente) Oscin di Corico

### Lusignano (1342-1464)

Blasone dei Re d'Armenia della casa Lusignano, una combinazione di quelli dei regni di Cilicia e Gerusalemme e di Cipro.

- 1342-1344: Costantino IV, figlio di Amalrico II di Tiro e di Isabella d'Armenia, figlia di Leone III

- 1344-1363: Costantino V, cugino di Costantino IV, discendeva da un fratello di Aitone I quindi apparteneva alla casa degli Aitonidi

nel 1342 sposa Maria di Corico, cognata di Leone V
- 1363-1373: Costantino VI, cugino del precedente quindi anch'egli era un Aitonide

- 1374-1375: Leone VI, figlio di Giovanni di Lusignano, nipote di Costantino IV

nel 1369 sposa Margherita di Soissons († 1380)

### Lusignano pretendenti al trono d'Armenia
Nel 1375 i Lusignano persero tutto ciò che restava del regno che fu conquistato dal Mamelucchi. I loro discendenti furono solo pretendenti al trono d'Armenia.
- Leone VI (1375-1393)
  - Ashot d'Armenia, rivale
- Giacomo I, re di Cipro e Armenia (1396-1398)
- Giano, re di Cipro, Gerusalemme e Armenia (1398-1432)
- Giovanni II, re di Cipro, Gerusalemme e Armenia (1432-1458)
- Carlotta I, regina di Cipro, Gerusalemme e Armenia (1458-1464)

Nel 1464 il titolo passò ai discendenti di Casa Savoia.